# Tomislav Dretar
Tomislav Dretar (Nova Gradiška, 2. ožujka 1945.), hrvatski pjesnik, pisac, profesor, prevoditelj, književni kritičar, novinar, animator kulture, izdavač, političar i ratnik.

## Životopis
Diplomirao je organizaciju kulturnih djelatnosti na Pedagoškom fakultetu u Rijeci 1977. godine, a magistrirao 1984. godine u Sarajevu. Do 1977. godne bio je nastavnik u Bosanskoj Krupi, zatim odlazi u Bihać i radi kao sekretar SIZ-a za kulturu u Bihaću, a od 1989. godine do početka devedesetih predavač je na Višoj ekonomskoj školi u Bihaću. Nakon toga se bavi novinarstvom. [nedostaje izvor]
Od 1977. godine objavljuje pjesme, eseje, prijevode s francuskog, njemačkog, latinskog i slovenskog jezika, rasprave, znanstvene referate i članke u periodicima Kultura, Pregled, Naše teme, Oko, Oslobođenje, Odjek, Naši dani, Život, Vidik, Mogućnosti, Radio Sarajeva, Hrvatsko slovo (Domovinska pjesan, posvećena hrvatskim mučenicima iz Villefranche-de-Rouerguea), Zadarska revija, i drugih. Objelodanio je više knjiga intimističke poezije refleksivnih i ljubavnih motiva. Giacomo Scotti je na talijanski preveo izbor iz Dretarove poezije Sorella della notte (Napulj, 1984.). [nedostaje izvor]
Na francuskom jeziku objavljuje pod imenom Thomas Dretart  "Douleur, rhapsodie tsigane" (Bruxelles, 1988.), "L'image, florilège des lumières", (Pariz, 2001.), "Le Foyer de paroles", (Paris, 2003.), "Aux portes de l'Inaccessible"(Bruxelles, 2009.) i "Parole, mon logement social"(Bruxelles, 2010.) Preveo i objavio knjige desetak belgijskih pisaca francuskog izričaja, te niz pjesama sa španjolskog, engleskog, portugalskog i njemačkog jezika. [nedostaje izvor]
Zbog knjige posvećene Romima: "Bol, ciganska rapsodija" u Budimpešti je uvršten u Svjetsku antologiju romske poezije objavljene u trojezičnom izdanju (na engleskom, mađarskom i romskom jeziku). Zastupljen u više hrvatskih, bosanskohercegovačkih, južnoslavenskih i međunarodnih antologija. Preveo je francusku Ekumensku Bibliju, a 2003. godine i Kuran na hrvatski jezik kao i bogumilsko-katarsko Evanđelje Ivana Evanđeliste Interrogatio Iohannis. Isti francuski izvornik Ekumenskog prijevoda Biblije preveo je na bošnjački i srpski. Francuski prijevod Kurana benediktinke Denise Masson preveo je i postavio na Wikizvor bosanskog jezika i Wikizvornik srpskog jezika. To je prvi prijevod Biblije na suvremeni bosanski jezik, a pod oznakom "vaseljenski/ekumenski" i na srpski prijevod koji donosi tekstove koji razdvajaju kršćanske crkve. Napravio je i prijevod za crnogorski jezik. Preveo je i Budinu zakletvu i Bhagavat Gitu na hrvatski. Na francuski je preveo pjesme Lane Derkač (Qui a mis en rang les gratte-ciels?: et autres poemes, 2010.).[nedostaje izvor]
U ratu u Bosni i Hercegovini obavlja niz političkih dužnosti na razini Okruga i Općine Bihać, te zapovijeda hrvatskim oružanim snagama pridruženim Armiji BiH do 1993. godine. Vjeran Ustavu BiH odriče se poslušnosti Mati Bobanu, otvorenom izjavom da ne priznaje ni Matu Bobana ni Herceg-Bosnu kao izdaju Ustava i Republike Bosne i Hercegovine. Prisiljen odlazi u izgnanstvo.[nedostaje izvor]

## Djela

### Književno-umjetnička djela
- Vox interioris, (Sarajevo, 1976.)
- Drska perunika, (Banja Luka, 1980.)
- Nedostupna staza, (Bihać, 1984.)
- Protjecanja, (Bihać, 1984.)
- Sorella della notte, (Quaderni de "La Sfinga", Saviano di Napoli, via T. Tufano,19 kod Napulja; 1984.)
- Knjiga čežnje, (Bihać, 1986.)
- Slika, unutarnja rukovet, (Beograd, 1988. )
- Gorka srma, (Bihać, 1989.)
- Potraga za rubom, (Kikinda, 1989.)
- Bol, ciganska rapsodija, (Novi Sad, 1990.)
- Kotva, Samizdat, Bruxelles, 1998.
- L'Image,le florilège des lumières,  Les Editions du Panthéon,ISBN 2-84094-696-3, PARIS 2001
- Le Foyer des paroles ISBN 978-2-930333-26-7,2-7481-9928-6, ISBN 13:97828-6, Le Manuscrits, Paris 2008
- Douleur, Rhapsodie tsigane ISBN 978-287-459-231-7 ; dvojezično - fr-hr u zajedničkom prijevodu s Gérardom Adamom; Chloé des Lys, Barry (Belgique) 2008
- Aux Portes de l'Inaccessible/Na vratima nedostupnog, ISBN 978-2-930333-26-7,M. E. O. Editions, Bruxelles 2009
- Parole, mon logement social (pisano francuski, za potrebe izdavača-prevoditelja načinjen hrvatski prijevod, s kojeg je načinjen kvalitetniji prijevod na francuski po Žerar Adamu i ne postoji hrvatski original ove knjige osim rukopisnog autorovog prijevoda na hrvatski), ISBN 978-2-930333-26-7,M. E. O. Editions, Bruxelles,2010
- "Riječ, Poezija i Filozofija - estetička rasprava - Uvod u Antologiju poetičkog sublimizma" Bruxelles, Éditions M.E.O., Bruxelles 2012., ISBN 978-2930333427

### Autor antologije
- ''Sublimisme balkanique - Tom 1 - poètes de Croatie'' - antologija poezije - Izbor poezije, prijevod i predgovor - Tomislav Dretar, ISBN 978-2-930333-56-4
- "Sublimisme balkanique - Tom 2 - poètes de Bosnie-Herzégovine - antologija poezije - Izbor poezije, prijevod i predgovor - Tomislav Dretar, ISBN 978-2-930702-71-1

### Zastupljen u Antologiji
- Krvatska, (1991., Antologija hrvatske ratne lirike od Marula do naših dana, dr. Vinko Brešić)
- Skupljena baština: suvremeno hrvatsko pjesništvo 1940-90.: (antologija) / priredio Stijepo Mijović Kočan
- Romane Poetongi Antologia- József Choli Daróczi, Ariadna (ISBN/ISSN: 963.045684.2), (romski, mađarski, engleski) Budimpešta 1995.
- Mnogoglasje - Suvremeno hrvatsko pjesništvo Bosne i Hercegovine"; ZdravkoKordić i Krešimir Šego u časopisu "Osvit" broj 1-2, Mostar, 2000.
- "Hrvatska književnost Bosne i Hercegovine od XV st. do danas-Antologija poezije"; Prof. dr. Miloš Okuka u Matica hrvatska, Hrvatska misao, svezak 25-26, Sarajevo, 2002.;

### Glazbeno-scenska djela
- libreto na temu "Smrt Omera i Merime", uglazbljeno po Vuku Kulenoviću, (RTB, 1986.)
- libreto za oratorij "Opus N°1" premijerno izvedeno po Simfonijskom orkestru RTB uz glazbu Vuka Kulenovića, (Prvi festival simfonijskih orkestara Jugoslavije u Bihaću 1984. godine)
- libreto za scensku postavku oratorija po Dretarevoj poeziji, koreografija Branke Kolar, na glazbu iz opere Ero s onog svijeta i Carmina Burana (recital - Tomislav Dretar, ples - Bihaćki plesni ansambl i Karate klub Bihać).

### Kulturološka djela
Napomena - Ukupan broj tekstova ovih vrsta i rodova tijekom 25 godina bavljenja je oko 300.
- "Konceptualizacija kulture u programima KPJ/SKJ" (u časopisu "Socijalizam" 6/84);
- "Komunistička partija i kultura", (u časopisu Opredjeljenja, 8-9/80);
- "Međunacionalni odnosi u svjetlu revolucionarne prakse", (Sveske 2/83);
- "Krleža i Titovo djelo", (Sveske 10/85);
- "Jugoslavenstvo, majka koja ne smije pojesti svoju djecu", (priopćenje na Okruglom stolu povodom 35. godišnjice Zavoda za istraživanje kulturnog razvitka Srbije, Beograd, 1982.)
- "Socijalistička transformacija kulture", (Opredjeljenje, 1/85);
- "Animacija u kulturi", (Kultura, 45-46/79);
- "Kulturna politika samoupravnog društva", (Kultura, 53/81);
- "Marginalije o kulturnoj animaciji", (Pregled, 6/79);
- "Kulturni apsket rada", (Putevi, 4/80);
- "O fetiškom karakteru jezika", (Lica, 8-9-10/81);
- "O Marcuseu i Estetskoj dimenziji", (Pregled, 33/82);
- "Kritika kulturnog modela postavljenog kao sustav upravljanja", (Pregled, 7-8/83)
- "Kritika odnosa potreba i vrijednost i u djelima Agnes Heller", (Pregled, 5/82)
- "Razina kulturnih interesa srednjoškolske omladine", (Istraživanja, 1982.)
- "Trocky i Goebels, paralele i kontroverze rađanja medijalne i masovne kulture", (Istraživanja, 1983.)

### Filozofija
- "Riječ, Filozofija i Poezija" - Estetička rasprava-Filozofijski uvod u Antologiju poetičkog sublimizma - Editions M.E.O. 2012 ISBN 978-2-930333-42-7 Bruxelles, 2012012

### Likovna kritika
- "O vrijednostima i značajkama grafičkog opusa Dževada Hoze", (Oslobođenje, Sarajevo);
- "O slikarstvu Marijane Muljević", (Lica, Sarajevo);
- "O skulpturama Hakije Muranovića", (Odjek, Sarajevo);
- "Grafika, slika, skulptura" (monografija, Izložba bihaćkih umjetnika, Bihać, 1981);
- "Uz izložbu Sadka Hadžihasanovića", (Odjek, Sarajevo, 1982.).

## Vanjske poveznice
- Vojna biografija Tomislava Dretara